# Dolichurus crenatus
Dolichurus crenatus (лат.) — вид ос рода Dolichurus из семейства Ampulicidae.

## Распространение
Австралия (Квинсленд, Новый Южный Уэльс).

## Описание
Мелкого размера осы (длина самцов до 7 мм; самки неизвестны), в основном чёрного цвета. Ноги коричневые. На лбу имеется беловатый выступ, к которому прикрепляются усики. Самцы D. crenatus отличаются задним глубоким и окаймлённым вдавлением на третьем стернуме (у других Dolichurus он широко округлый). Кроме того, первый и второй тергиты D. crenatus имеют крупные блестящие области. 
Переднеспинка широкая; нотаули развиты. Брюшко в основании широкое, в передних крыльях по 3 радиомедиальные ячейки.
Предположительно, как и другие виды своего рода, охотятся на тараканов, которых жалят, парализуют и откладывают на них свои яйца.